# Landskapsinsekter
Varje landskap har ett antal symboler som skall vara speciella för just den delen av Sverige. 
Landskapsinsekterna är utvalda av Sveriges Entomologiska förening år 1998.
| Landskap      | Insekt                                                       | Bild |
| ------------- | ------------------------------------------------------------ | ---- |
| Blekinge      | Ekoxe Lucanus cervus Linnaeus, 1758                          |      |
| Bohuslän      | Myskbock Aromia moschata Linnaeus, 1758                      |      |
| Dalarna       | Violettkantad guldvinge Lycaena hippothoe Linnaeus, 1761     |      |
| Dalsland      | Aspfjäril Limenitis populi Linnaeus, 1758                    |      |
| Gotland       | Riddarskinnbagge Lygaeus equestris Linnaeus, 1758            |      |
| Gästrikland   | Hagtornsfjäril Aporia crataegi Linnaeus, 1758                |      |
| Halland       | Ollonborre Melolontha melolontha Linnaeus, 1758              |      |
| Hälsingland   | Svavelgul höfjäril Colias palaeno Linnaeus, 1761             |      |
| Härjedalen    | Fjällvickerblåvinge Albulina orbitulus de Prunner 1798       |      |
| Jämtland      | Stormhattshumla Bombus consobrinus Dahlbom, 1832             |      |
| Lappland      | Högnordisk höfjäril Colias hecla Lefebvre, 1836              |      |
| Medelpad      | Mnemosynefjäril Parnassius mnemosyne Linnaeus, 1758          |      |
| Norrbotten    | Praktsammetslöpare Chlaenius costulatus Motschulsky, 1859    |      |
| Närke         | Vassmosaikslända Aeshna osiliensis Mierzejewski, 1913        |      |
| Skåne         | Bokskogslöpare Carabus intricatus Linnaeus, 1760             |      |
| Småland       | Bålgeting Vespa crabro Linnaeus, 1761                        |      |
| Södermanland  | Strimlus Graphosoma lineatum Linnaeus, 1758                  |      |
| Uppland       | Cinnoberbagge Cucujus cinnaberinus Scopoli, 1763             |      |
| Värmland      | Brun gräsfjäril Coenonympha hero Linnaeus, 1761              |      |
| Västerbotten  | Större svartbagge Upis ceramboides (Linnaeus 1758)           |      |
| Västergötland | Alkonblåvinge Maculinea alcon (Denis & Schiffermüller, 1775) |      |
| Västmanland   | Asknätfjäril Euphydryas maturna Linnaeus, 1758               |      |
| Ångermanland  | Stor hornstekel Urocerus gigas Linnaeus, 1758                |      |
| Öland         | Rosenvingad gräshoppa Bryodema tuberculata Fabricius, 1775   |      |
| Östergötland  | Läderbagge Osmoderma eremita Scopoli, 1763                   |      |